# Giorgio Corner (cardinale)
Giorgio Corner (o Cornaro; Venezia, 1º agosto 1658 – Padova, 10 agosto 1722) è stato un cardinale e arcivescovo cattolico italiano.

## Biografia
Giorgio di Corner nacque il 1º agosto 1658 da Federico, membro dei patrizi Corner del ramo "di San Polo". Era questa una delle più prestigiose e potenti famiglie della Repubblica di Venezia: sia il nonno Francesco che il fratello Giovanni II diverranno dogi, così come lo era stato il bisnonno Giovanni I; mentre, per quanto riguarda le personalità ecclesiastiche, erano appartenuti alla sua stessa linea i cardinali Alvise e Federico Corner. Anche per parte di madre vantava un parentado illustre: era figlio di Cornelia di Francesco Contarini del ricchissimo ramo "di Piazzola".
Alla nascita venne nominato cavaliere dell'Ordine di Malta e divenne Gran Priore per l'isola di Cipro quando aveva appena quattro anni, nel 1662.
Compì i propri studi all'Università di Pavia ove ottenne il dottorato in utroque iure nel 1677. L'anno successivo declinò l'offerta dell'ambasceria in Francia per conto della Serenissima, preferendo dedicarsi ad un viaggio in Europa che lo portò infine a trasferirsi a Roma nel 1690.
Con l'intento di intraprendere la carriera ecclesiastica, divenne protonotario apostolico durante il pontificato di Alessandro VIII, suo concittadino. Ricevette successivamente la tonsura dal cardinale veneziano Gregorio Barbarigo, vescovo di Padova e futuro santo, senza però essere ordinato sacerdote. Nominato Referendario del Tribunale della Segnatura Apostolica, divenne Presidente della Camera Apostolica. Consultore della Sacra Congregazione dei Riti, divenne Provvisore della Salute nello Stato Pontificio e legato sul litorale adriatico al tempo della peste che in quegli anni investì quella parte d'Italia. Ricevuti gli ordini minori il 5 aprile del 1692, il giorno successivo ottenne il suddiaconato ed il 7 aprile ottenne anche il diaconato. Venne ordinato sacerdote l'8 aprile di quello stesso anno.
Eletto arcivescovo titolare di Rodi il 5 maggio 1692, divenne assistente al Trono Pontificio il 7 maggio di quello stesso anno e venne consacrato vescovo l'11 maggio del 1692 a Roma, dal cardinale Giovanni Battista Rubini, vescovo di Vicenza. Nominato nunzio apostolico in Portogallo il 12 maggio di quello stesso anno, fu il primo messo di quella nunziatura ad essere poi elevato al cardinalato.
Creato cardinale presbitero durante il concistoro del 22 luglio 1697, il 7 aprile 1698 ricevette la porpora cardinalizia con il titolo dei Santi XII Apostoli. Trasferito da Rodi alla sede di Padova con il titolo personale di arcivescovo il 26 agosto 1697, partecipò successivamente al conclave del 1700, dal quale uscì eletto pontefice Clemente XI. Nel 1721 partecipò al conclave che elesse a pontefice Innocenzo XIII.
Morì a Padova il 10 agosto 1722, due giorni prima del fratello doge, e la sua salma venne esposta nella Cattedrale e poi sepolta nella cripta posta sotto la cupola maggiore, ove erano sepolti altri sei vescovi di questa sede che erano stati suoi antenati.

## Genealogia episcopale e successione apostolica
La genealogia episcopale è:
- Cardinale Guillaume d'Estouteville, O.S.B.Clun.
- Papa Sisto IV
- Papa Giulio II
- Cardinale Raffaele Sansone Riario
- Papa Leone X
- Papa Paolo III
- Cardinale Francesco Pisani
- Cardinale Alfonso Gesualdo di Conza
- Papa Clemente VIII
- Cardinale Pietro Aldobrandini
- Vescovo Laudivio Zacchia
- Cardinale Antonio Barberini
- Cardinale Alessandro Cesarini
- Cardinale Alessandro Crescenzi, C.R.S.
- Cardinale Giambattista Rubini
- Cardinale Giorgio Corner

La successione apostolica è:
- Patriarca Dionisio Dolfin (1698)
- Arcivescovo Angelo Maria Carlini, O.P. (1703)
- Patriarca Pietro Barbarigo (1706)
- Vescovo Sergio Pola (1706)